# Florin Lauric
Florin Lauric (ur. 29 marca 1987 w Serecie) – rumuński wioślarz.

## Osiągnięcia
- Mistrzostwa Świata Juniorów – Brandenburg 2005 – ósemka – 3. miejsce[1].
- Mistrzostwa Świata U-23 – Hazewinkel 2006 – czwórka podwójna – 2. miejsce[1].
- Mistrzostwa Świata U-23 – Glasgow 2007 – czwórka podwójna – 12. miejsce[1].
- Mistrzostwa Europy – Poznań 2007 – czwórka bez sternika – 11. miejsce[1].
- Mistrzostwa Europy – Ateny 2008 – ósemka – 7. miejsce[1].
- Mistrzostwa Świata U-23 – Račice 2009 – czwórka podwójna – 15. miejsce[1].
- Mistrzostwa Europy – Brześć 2009 – ósemka – 6. miejsce[1].